# Lill-Rånddalen
Lill-Rånddalen este o arie protejată (arie specială de conservare — SAC, sit de importanță comunitară — SCI) din Suedia întinsă pe o suprafață de 52,4 ha, integral pe uscat.

## Localizare
Centrul sitului Lill-Rånddalen este situat la coordonatele 62°15′16″N 13°18′18″E / 62.2545°N 13.3051°E.

## Înființare
Situl Lill-Rånddalen a fost declarat sit de importanță comunitară în mai 2000 pentru a proteja 1 specie de plante. Situl a fost protejat și ca arie specială de conservare în decembrie 2009.

## Biodiversitate
Situată în ecoregiunea alpină, aria protejată conține 6 habitate naturale: Râuri de munte și vegetația erbacee de pe malurile acestora, Lacuri și iazuri distrofice naturale, Mlaștini turboase de tranziție și turbării mișcătoare, Mlaștini alcaline, Taiga vestică, Liziere de ierburi înalte hidrofile de câmpie și de nivel montan până la alpin.
La baza desemnării sitului se află o specie protejată de  plante: papucul doamnei (Cypripedium calceolus).